# هیچ (فیلم ۲۰۰۵)
هیچ (Hitch) فیلمی سینمایی محصول آمریکا و به کارگردانی اندی تننت است. ویل اسمیت، اوا مندس، کوین جیمز، امبر والتا و روبین لی از بازیگران این فیلم هستند. داستان فیلم دربارهٔ «الکس هیچنز» ملقب به «هیچ» است. یک دلال ازدواج که به مشتریان مرد خود کمک می‌کند تا با استفاده از ترفندهای هوشمندانه و جذاب به خانم‌های مورد علاقهٔ خود برسند اما داستان زمانی جالب می‌شود که «هیچ» عاشق دختری به اسم «سارا» می‌شود؛ حال او باید با ترفندهایی که در اختیار دارد، خودش را به چالش بکشد.